# Grästjärnen (Bodums socken, Ångermanland)
Grästjärnen är en sjö i Strömsunds kommun i Ångermanland och ingår i Ångermanälvens huvudavrinningsområde.